# Władysław Sieprawski
Władysław Ferdynand Sieprawski (ur. 12 lutego 1894 w Bochni, zm. 31 stycznia 1974 w Częstochowie) – polski działacz niepodległościowy, konstruktor, inżynier, kompozytor, autor kilkudziesięciu wynalazków technicznych i prac naukowych, jeden z pierwszych Polaków zajmujących się utrwalaniem i odtwarzaniem dźwięków (opracował m.in. sposób wykonywania i reprodukowania kolorowych filmów), twórca adapterów stereofonicznych, porucznik saperów rezerwy Wojska Polskiego, esperantysta.

## Życiorys
Urodził się 12 lutego 1894 w Bochni, ówczesnym mieście powiatowym Królestwa Galicji i Lodomerii, w rodzinie Ferdynanda i Rozalii z Stawiarskich. Absolwent bocheńskiego gimnazjum (egzamin dojrzałości zdał w 1912 roku). Po maturze odbył roczną praktykę w kopalni soli Bochnia. Tam wynalazł 'urządzenie transformatorowe do aparatów telefonicznych i sygnalizacyjnych z włączaniem bezkontaktowym' (które składało się z „kabla solenoidowego indukcjonośnego” i „szpuli indukcyjnej”) dla ułatwienia komunikacji pomiędzy klatkami wyciągów kopalnianych w ruchu pod- i nadszybiami, tj. pomiędzy ludźmi jadącymi w klatce a dozorcami jazdy na górze i dole szybu oraz maszynistą. W 1915 zgłosił je z powodzeniem do wiedeńskiego urzędu patentowego. Od tego czasu kabel ten wykorzystywano w telefonii szybowej oraz polowej na pozycjach w czasie I wojny światowej. Artykuły o tym wynalazku pojawiały się m.in. w wychodzącym w Wiedniu, Berlinie i Londynie czasopiśmie „Montanistische Rundschau” w artykule pt. Solenoid-Kabel-Seile fűr Schachttelefonie.
Po zakończonej praktyce w bocheńskim szybie „Sutoris”, Władysław Sieprawski udał się na wyższe studia techniczne do C.K. Akademii Montanistycznej w Leoben. W roku szkolnym 1913/1914 należał do drużyny strzeleckiej akademików górniczych w Leoben.
Jego pierwszym wynalazkiem zgłoszonym do opatentowania w austriackim urzędzie patentowym była „turbina wietrzna”, czyli silnik wiatrowy (różniący się zasadniczo od popularnych wiatraków). W kilka lat później projektował podobne do niej tzw. „zarzucalne silniki wodne”. W roku 1914 przedłożył profesorowi inżynierowi Wolfgangowi Wendelin swój wynalazek „transformatorowo-kablowe urządzenie dla aparatów sygnalizacyjnych i telefonicznych”, który spotkał się z jego przychylną opinią. Wolfgang Wendelin był profesorem C.K. Akademii Montanistycznej w Leoben oraz jednocześnie współpracownikiem koncernu Siemensa w Wiedniu. W roku 1917 Władysław Sieprawski opatentował w Austrii proces „samoczynnej wymiany topików bezpiecznikowych”, „płytowy transformator wysokiego napięcia” i „samoczynny ogranicznik prądu” (przydatny przy zachodzącej potrzebie oświetlenia awaryjnego). Ten wynalazek opisał na łamach wychodzącego w Lipsku miesięcznika („Export-Zeitschrift”) „Helios” w trójjęzycznym artykule Moderne Notbeleuchtung/Eclairage de reserve moderne/Modern emergency lighting. Po publikacji tego artykułu zwróciła się do Władysława Sieprawskiego wiedeńska firma „OLSO-Lichtgesellschaft” z propozycją nabycia praw patentowych.
W czasie studiów opracował szereg pomysłowych układów połączeń aparatów telefonicznych i ich samoczynnych central oraz skonstruował elektroakustyczny instrument muzyczny, nazwany przez niego „elektrophonium”, mający zastąpić wielką orkiestrę symfoniczną. Pomysł ten oparł na zasadzie elektromagnetycznego zapisu na taśmach stalowych (oddzielnych dla poszczególnych głosów orkiestrowych). Wtedy też komponował utwory na orkiestrę symfoniczną, m.in. pieśni bez słów. W 1914 r. kilka z nich zostało wydanych w Wiedniu. Dyrygowaniem zajmował się wcześniej, kiedy to po maturze przejął batutę w szkolnej orkiestrze typu symfonicznego po zmarłym sławnym kompozytorze i dyrygencie Antonim Langerze. W 1925 roku Władysław Sieprawski skomponował marsz historyczno-wojskowy w trio „Legjony” na dzień 19 marca z „RotCl”, który zadedykował I-mu Marszałkowi i Twórcy Zwycięskiej Armii Narodowej Najjaśniejszej Rzeczypospolitej Polskiej 1925 roku. Komponował również melodie dla orkiestr zdrojowych, którymi kilkakrotnie dyrygował osobiście np. w uzdrowisku Polanica-Zdrój w latach 60. XX w.
W czasie I wojny światowej współpracował z profesorem Edmundem Łasińskim, który zajmował się w tym czasie pracami nad stworzeniem filmu udźwiękowionego i stereoskopowego. Sieprawski pracował nad stworzeniem filmu barwnego i w roku 1920 zgłosił w urzędzie patentowym Rzeczypospolitej Polskiej sposób wykonywania i reprodukowania filmów kolorowych. Osiągnięcia Władysława Sieprawskiego i Edmunda Łasińskiego zostały opisane w dysertacji doktorskiej profesora Romana Wajdowicza, tj. w książce, która została wydana przez Polską Akademię Nauk jako XIX tom monografii z dziejów nauki i techniki – nosi tytuł polskie osiągnięcia techniczne z dziedziny utrwalania i odtwarzania dźwięku do roku 1939.
Niedługo po I wojnie światowej Władysław Sieprawski zorganizował w Warszawie konsorcjum dla eksploatacji swoich wynalazków w dziedzinie filmu oraz tych, nad którymi pracował Edmund Łasiński. Konsorcjum to pod firmą „TECHNOFILM” było spółką z o.o., która została wkrótce rozwiązana z powodów, o których Sieprawski pisał następująco: ...na skutek (...) intryg i zakulisowych działań (...), które spowodowały jednak przyjazd do Warszawy prof. Łasińskiego w tajemnicy przede mną i wysondowanie zeń tego wszystkiego, co komu było potrzebne.
Władysław Sieprawski na łamach poznańskiego „Czasopisma Automobilowego” opublikował artykuł pt. „Silnik przyszłości”, w którym przepowiedział dzisiejszą karierę silników rakietowych i samolotów odrzutowych. Parę lat później prof. Łasiński wynalazł silnik wytwarzający jednokierunkową siłę pociągową. Tym wynalazkiem Władysław Sieprawski zainteresował osobiście ówczesnego prezydenta Rzeczypospolitej Ignacego Mościckiego, który polecił przemysłowi wojennemu (przez majora Fydę) budowę prototypu takiego silnika, do czego nie doszło przez nieprzychylną opinię i nieufność sfer wojskowych. Na szczególną uwagę zasługuje też fakt, że w roku 1920, gdy wojska sowieckie zbliżały się do Warszawy, w której Władysław Sieprawski pracował w Centralnych Warsztatach Lotniczych przy 1 pułku lotniczo-wywiadowczym na Mokotowie, w tajemniczy sposób skradziono z jego mieszkania wszystkie opisy i rysunki wynalazków Sieprawskiego i Łasińskiego z dziedziny filmu, które po latach nadeszły jako zagraniczne. Sieprawski wspomina: ponieważ było to podczas wojny i to w chwili zagrożenia stolicy, przeto nie można było wszczynać skutecznego śledztwa i dlatego ten tak bardzo charakterystyczny fakt i incydent pozostał na zawsze niezbadany i nie wyjaśniony.
Patenty z Urzędu Patentowego Rzeczypospolitej Polskiej na „sposób oraz urządzenie do zdjęć i projekcji obrazów kinematograficznych w barwach naturalnych” i na „obturator kinematograficzny” otrzymał w 1925 roku. Główny Instytut Górnictwa chciał zastosować opracowany przez niego sposób nawiercania i urabiania górotworów węglowych i rudzianych, na co nie wyraził jednak zgody Departament Nowej Techniki Ministerstwa Górnictwa.
Władysław Sieprawski jako asystent Katedry Urządzeń Elektrycznych Politechniki Lwowskiej (w latach 1929–1937) zajmował się popularyzowaniem wśród radioamatorów budowy radioodbiorników detektorowych, grających na głośnik. Pisał wiele popularyzatorskich artykułów w lwowskiej prasie codziennej i tygodniowej oraz w dodatkach dla radioamatorów i budował własnoręcznie setki dwu-kryształkowych odbiorników znanych we Lwowie pod nazwą „SIEPRAFON-BIORISTAL”. Podczas eksperymentowania z kryształkami wpadł na pomysł budowy przyrządu do wykrywania fal radiowych i mierzenia napięcia w różnych punktach układu antenowego. Profesor doktor inżynier Stanisław Fryze (Katedra Elektrotechniki Ogólnej) nazwał ten przyrząd „radioskopem”. Artykuły o tych dwóch urządzeniach ukazywały się w prasie lwowskiej i znalazły uznanie i poparcie m.in. ze strony profesora Malarskiego (Katedra Fizyki „C” i radiotechniki).
W Politechnice Lwowskiej oraz w jednym z pawilonów podczas Targów Wschodnich we Lwowie demonstrował eksperymenty ze zmniejszaniem oporu rynkowych słuchawek radiowych z 4000 na 500 omów, co dawało odbiór podobny do głośnikowego. Była to odpowiedź Władysława Sieprawskiego na prowadzone przez niego liczne polemiki z warszawskim profesorem Wilhelmem Rotkiewiczem, który udowadniał teoretycznie, że opór słuchawek powinien wynosić 4000 omów. Swoje pokazy naukowe wzbogacał m.in. o publiczne uruchamianie dużych dynamicznych głośników bezpośrednio z dwu-kryształkowego odbiornika radiowego własnej konstrukcji (typu „SIEPRAFON-BIORISTAL”). Na Targach Wschodnich we Lwowie zademonstrował również swój „OPISTENOFON”, czyli urządzenie służące do odtwarzania płyt gramofonowych przy ich wstecznym biegu, co stwarzało nieznane i oryginalne kompozycje. Jako adaptera gramofonowego użył Sieprawski przez siebie wymyśloną główkę adapterową składającą się z dwóch telefonicznych mikrofonów, których węglowe membrany były sprzężone pneumatycznie lub mechanicznie (w zależności od modelu).
W 1931 Władysław Sieprawski swój dwu-mikrofonowy adapter prezentował również w Zakopanem. Czynne tam były wtedy dwa duże megafony. Jeden na ślizgawce, drugi na stadionie sportowym (oba zasilane z kosztownej szafy wzmacniaczowej włoskiej firmy Marconi). Sieprawski wysterowywał te megafony tak silnie, że słychać je było (z ominięciem wspomnianej szafy wzmacniaczowej) nie tylko w Zakopanem, ale również w najbliższej okolicy. Megafony te wspomagał wyłącznie przywiezionym ze Lwowa dwumikrofonowym adapterem własnej konstrukcji i płaskimi bateryjkami latarkowymi. Fakt ten został opisany w krakowskim „Ilustrowanym Kurierze Codziennym”, a następnie przez niemieckiego redaktora Herberta Rosena w monachijskim czasopiśmie „Funkschau” wraz z fotografią Władysława Sieprawskiego i zdjęciem jego aparatury.
W 1934, jako porucznik rezerwy pozostawał w ewidencji Powiatowej Komendy Uzupełnień Lwów Miasto i posiadał przydział do batalionu elektrotechnicznego w Nowym Dworze Mazowieckim.
Po II wojnie światowej sprawą budowy adapterów pomysłu Władysława Sieprawskiego zainteresowało się Centralne Biuro Konstrukcyjne Telekomunikacji, lecz ostatecznie zażądało dostarczenia sobie gotowego prototypu, którego budowy konstruktor nie mógł podjąć się osobiście. Swoje problemy tłumaczył trudnościami materiałowymi, jakich nie znał nawet w czasie okupacji. Przed powstaniem warszawskim jego zespół miał przygotowane odlewy i inne części składowe do wypuszczenia na rynek partii 10 000 sztuk takich adapterów. Oprócz CBKT zainteresowała się tym wynalazkiem Spółdzielnia Pracy im. Engelsa w Jeleniej Górze. Prawdopodobnie przystąpiłaby do masowej produkcji tych adapterów, gdyby nie odgórny zakaz, który jej to uniemożliwił.
Władysław Sieprawski był również członkiem zwyczajnym Związku Inżynierów Elektryków; współpracownikiem profesora inżyniera Sokolnickiego; projektantem i kolaudantem robót elektryfikacyjnych w firmach A.E.G. Warszawa, P.T.E. Warszawa, Bracia Borkowscy; specjalistą budowy i ruchu urządzeń elektrycznych wysokiego napięcia i gospodarki elektrownianej; członkiem założycielem Klubu Techniki i Racjonalizacji przy Politechnice Częstochowskiej; doradcą Kierownictwa Elektrowni i Wodociągów Baonu Elektrycznego w Modlinie; przewodniczącym Polskiego Związku Esperantystów Oddziału Wojewódzkiego w Częstochowie (w okresie od 13 listopada 1960 do 13 maja 1962); radcą Polskich Kolei Państwowych.
Do 18 marca 1964 opatentował 36 wynalazków i projektów racjonalizatorskich, m.in. sposób szybkiego i niedrogiego powielania rysunków; klektoskop, czyli urządzenie sygnalizujące włamania i kradzieże; urządzenie informujące o zagrzewaniu się osi i lokomotyw; dwukryształowy odbiornik radiowy „Sieprafon”; filtr do usuwania zakłóceń w radioodbiornikach; turbinę wietrzenia „radioskop” do wykrywania fal szybkozmiennych; czujniki mikrofonowe do mierzenia ułamków; nową szynę kolejową kolei elektrycznej bez napowietrznych przewodów jezdnych; podpórkę odlewniczą lekkiej konstrukcji; przekaźnik elektromagnetyczny do zdalnego sterowania impulsami prądu słabego obwodów, czyli odbiorników prądu silnego (1961). Tych 36 wynalazków opracował Władysław Sieprawski sam, siedem innych w zespole „Misie” z inżynierem Mieczysławem Michniewskim.

## Ordery i odznaczenia
- Krzyż Niepodległości – 20 grudnia 1932 „za pracę w dziele odzyskania niepodległości”[9][2][10]

## Źródła i wybrane publikacje
- Rocznik Oficerski Rezerw 1934. Biuro Personalne Ministerstwa Spraw Wojskowych, 1934.
- Komitet Obywatelski Lwowa Księga pamiątkowa pod redakcją Józefa Białynia-Chołodeckiego, wydanie Komitetu Obywatelskiego, Lemberg 1904.
- zaświadczenie prof. Wendelina z 15.06.1915 (dokument w aktach Muzeum im. Stanisława Fischera w Bochni).
- c.k. patenty z 1916.
- list prof. Wendelina do Władysława Sieprawskiego z dnia 12.2.1917 (dokument Władysława Sieprawskiego w aktach Muzeum im. Stanisława Fischera w Bochni).
- Obturator kinematograficzny (patent 1925).
- Sposób oraz urządzenie do zdjęć i projekcji obrazów kinematograficznych w barwach naturalnych (patent 1925).
- Mechaniczno-elektryczne urządzenie do wyłączania spod napięcia wieloprzewodowych linii zasilających suwnice (patent 1955).
- Władysław Sieprawski, „Mój (ilustrowany fotokopiami oraz schematycznymi rysunkami) życiorys wynalazcy ze szczególnym uwzględnieniem pomysłów z dziedziny techniki dźwiękowej i elektroakustyki”, dokument z 18.11.1957 (w aktach Muzeum im. Stanisława Fischera w Bochni).
- Poradnik językowy wydany przez Towarzystwo Krzewienia Poprawności i Kultury Języka-Towarzystwo Naukowe Warszawskie-Komisja Językowa, Drukarnia Uniwersytetu Jagiellońskiego, 1958.
- stenogram wywiadu radiowego Warszawskiej Redakcji Ekonomicznej Polskiego Radia (w programie I) z Władysławem Sieprawskim, z dnia 12.03.1964 (w aktach Muzeum im. Stanisława Fischera w Bochni).
- „Gazeta Częstochowska”, nr 42 (436) z 14-20.10.1964 (rok IX), artykuł Edison z ulicy Słowackiego.
- Andrzej Romanowski, Przed złotym czasem. Szkice o poezji i pieśni patriotyczno-wojennej lat 1908-1918, Społeczny Instytut Wydawniczy Znak, 1990.
- Zbigniew Siciński Wkład Politechniki Lwowskiej w polską elektrotechnikę. W 75 rocznicę Oddziału Elektrotechnicznego, Zakład Narodowy im. Ossolińskich, 1991.
- władze Polskiego Związku Esperantystów w latach 1945-2005.